# Villa galla
Villa galla är en tvåvingeart som beskrevs av David John Greathead 1967.
Villa galla ingår i släktet Villa och familjen svävflugor. Inga underarter finns listade i Catalogue of Life.